# Stefanie Hasse

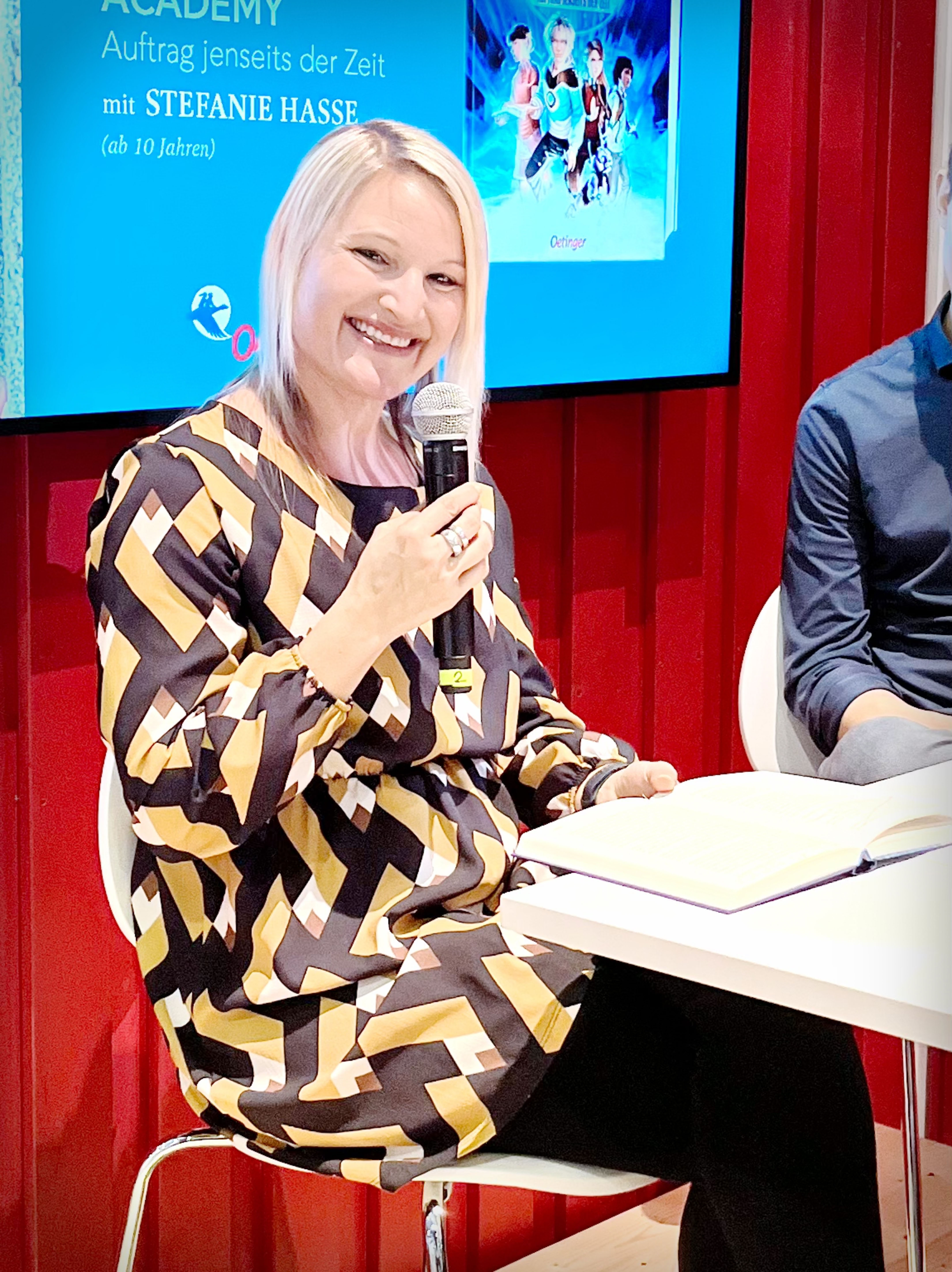
Stefanie Hasse auf der Frankfurter Buchmesse 2022

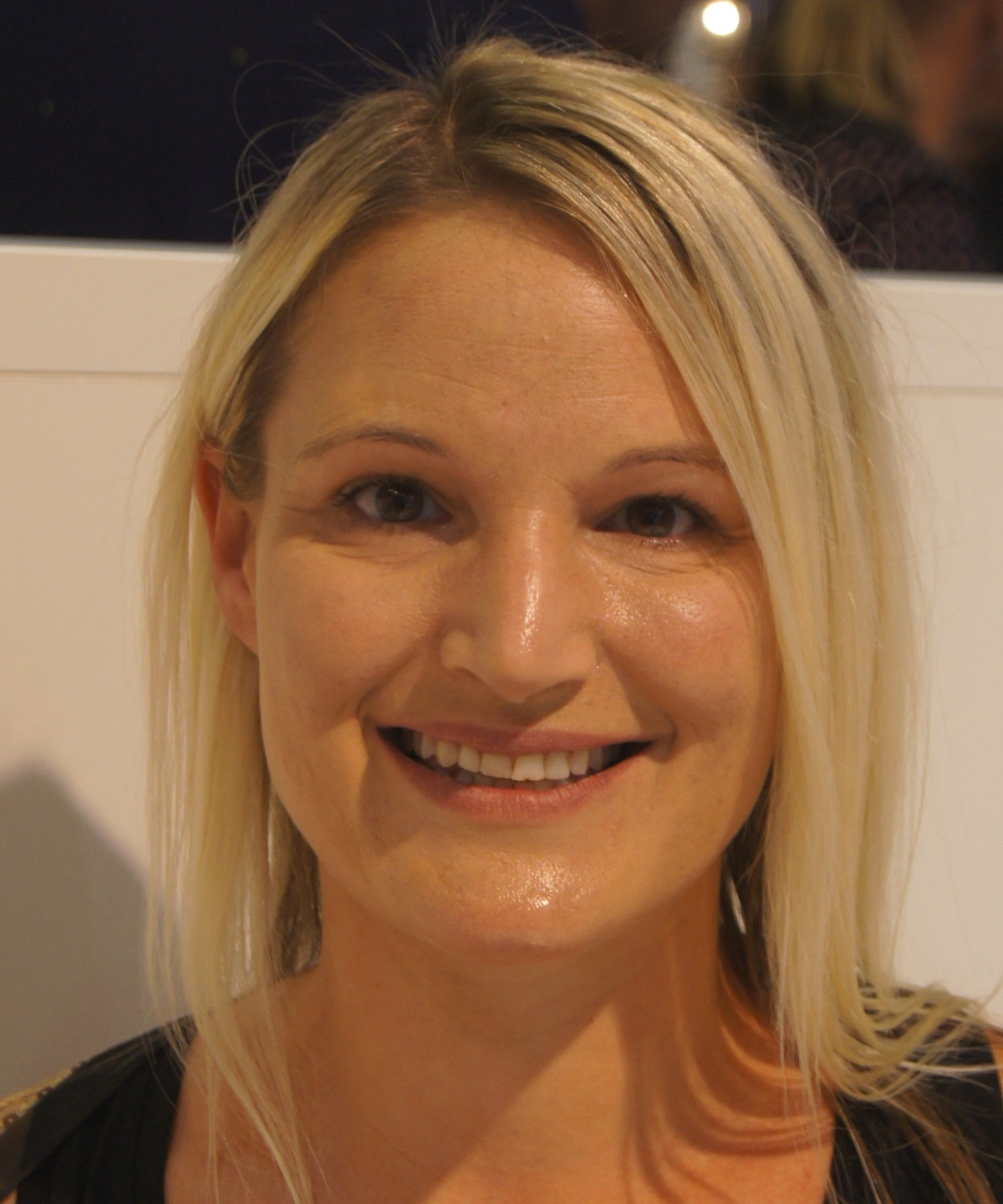
Stefanie Hasse (2018)

Stefanie Hasse (* 24. Oktober 1980) ist eine deutsche Autorin von Kinder- und Jugendliteratur und Fantasyliteratur.

## Leben
Hasse ist Sozialversicherungsangestellte  und lebt in Süddeutschland, ist verheiratet und hat zwei Söhne.

## Literarisches Wirken
Hasse veröffentlicht seit 2011 Romane, die zunächst als Books on Demand und im Eigenverlag erschienen. Ihre Jugendbücher gehören zum Genre der Fantasyliteratur. Gemeinsam mit Kai Hasse und Felicitas Brand betreibt Hasse den Buchblog His and Her Books.
Hasse ist Mitglied im Phantastik-Autoren-Netzwerk und bei Autorenwelt.

## Werke (Auswahl)
- Neumondschatten. Amrûn, Traunstein 2015. ISBN 978-3-95869-035-6.
- BookElements – Die Magie zwischen den Zeilen. Im.press, Hamburg 2015. ISBN 978-3-551-31633-2.
- BookElements – Die Welt hinter den Buchstaben. Im.press, Hamburg 2015. ISBN 978-3-551-31673-8.
- BookElements – Das Geheimnis unter der Tinte. Im.press, Hamburg 2016. ISBN 978-3-551-30094-2.
- Luca & Allegra – Liebe keinen Montague. Im.press, Hamburg 2016. ISBN 978-3-551-30067-6.
- Luca & Allegra – Küsse keine Capulet. Im.press, Hamburg 2016. ISBN 978-3-551-30068-3.
- Schicksalsbringer – Ich bin deine Bestimmung. Loewe, Bindlach 2017. ISBN 978-3-7855-8569-6.
- Schicksalsjäger – Ich bin deine Bestimmung. Loewe, Bindlach 2018. ISBN 978-3-7855-8570-2.
- Heliopolis – Magie aus ewigem Sand. Loewe, Bindlach 2018. ISBN 978-3-7432-0092-0.
- Heliopolis – Die namenlosen Liebenden. Loewe, Bindlach 2019. ISBN 978-3-7432-0256-6.
- Secret Game – Brichst du die Regeln, brech ich dein Herz. Ravensburger, München 2019. ISBN 978-3-473-40181-9.
- Influence – Reden ist Silber, Posten ist Gold. Ravensburger, München 2022. ISBN 978-3-473-40221-2.
- Die vier Göttergaben: Der verbotene Wunsch. Knaur, München 2022, ISBN 978-3-426-52683-5
- Die vier Göttergaben: Das verratene Herz. Knaur, München 2022, ISBN 978-3-426-52684-2

## Auszeichnungen
- 2021: LovelyBooks Leserpreis Gold in der Kategorie Jugendbuch – Belletristik für Matching Night: Küsst du den Feind?[4]